# Prieczistoje (osiedle typu miejskiego)
Prieczistoje (ros. Пречистое) – osiedle typu miejskiego w Rosji, w obwodzie jarosławskim, ośrodek administracyjny rejonu pierwomajskiego. W 2010 liczyło 4846 mieszkańców.